# San José del Tanque
San José del Tanque är en ort i Mexiko.   Den ligger i kommunen San Felipe och delstaten Guanajuato, i den centrala delen av landet, 300 km nordväst om huvudstaden Mexico City. San José del Tanque ligger 2 337 meter över havet och antalet invånare är 430.
Terrängen runt San José del Tanque är kuperad västerut, men österut är den platt. Runt San José del Tanque är det ganska glesbefolkat, med 31 invånare per kvadratkilometer. Närmaste större samhälle är San José del Torreón, 15,2 km norr om San José del Tanque. Trakten runt San José del Tanque består i huvudsak av gräsmarker.